# Tomáš Ostrák
Tomáš Ostrák (* 5. Februar 2000 in Frýdek-Místek) ist ein tschechischer Fußballspieler. Der Mittelfeldspieler steht bei St. Louis City unter Vertrag und ist U21-Nationalspieler.

## Karriere

### Verein
Ostrák begann seine Karriere beim MFK Frýdek-Místek. Zur Saison 2016/17 wechselte er nach Deutschland zu den B-Junioren des 1. FC Köln. In jener Saison kam er zu 20 Einsätzen in der B-Junioren-Bundesliga, in denen er drei Tore erzielte. Zur Saison 2017/18 rückte er in den Kader der A-Junioren. In jener Spielzeit kam er zu 20 Einsätzen in der A-Junioren-Bundesliga und erzielte dabei fünf Tore. Im Januar 2019 wurde sein Vertrag in Köln bis Juni 2022 verlängert. In der Saison 2018/19 absolvierte er 23 Bundesligaspiele für die U19 und machte dabei vier Tore.
Zur Saison 2019/20 wurde er an den österreichischen Bundesligisten TSV Hartberg verliehen. Sein Debüt in der Bundesliga gab er im Juli 2019, als er am ersten Spieltag jener Saison gegen die SV Mattersburg in der 82. Minute für Andreas Lienhart eingewechselt wurde. Bis zum Ende der Leihe kam er zu elf Einsätzen in der Bundesliga, in denen er ein Tor erzielte.
Zur Saison 2020/21 wechselte Ostrák leihweise für ein Jahr in seine Heimat zum MFK Karviná.
Zur Saison 2021/22 kehrte Ostrák nach Köln zurück.
Zum 1. Juli 2022 wechselte Ostrák in die USA zu St. Louis City. Das neue Franchise der Major League Soccer nimmt jedoch erst zur Saison 2023 den Spielbetrieb auf. Daher kam Ostrák bis zum Ende der Saison 2022 10-mal (3 Tore) im Farmteam in der MLS Next Pro zum Einsatz.

### Nationalmannschaft
Ostrák spielte 2017 erstmals für die tschechische U17-Auswahl. Zwischen 2017 und 2018 kam er zu sieben Einsätzen für die U18-Mannschaft. Im September 2018 debütierte er gegen die Niederlande für die U19-Auswahl.